# Перша нормальна форма
Перша нормальна форма (1НФ, 1NF) це властивість відношення у реляційній баз даних. Відношення знаходиться в першій нормальній формі тоді і тільки тоді, коли домен кожного атрибута містить лише нероздільні значення, а значення кожного атрибута містить лише одне значення з цього домену. 

Перша нормальна форма є істотною властивістю відношення у реляційній базі даних. Нормалізація баз даних - це процес представлення бази даних з точки зору відносин у стандартних нормальних формах, де перша нормальна є мінімальною вимогою.
Критерії першої нормальної форми: 
- Кожна таблиця повинна мати основний ключ: мінімальний набір колонок, які ідентифікують запис.
- Уникнення повторень груп (категорії даних, що можуть зустрічатись різну кількість раз в різних записах) правильно визначаючи неключові атрибути.
- Атомарність: кожен атрибут повинен мати лише одне значення, а не множину значень.

## Приклад
Початкова не нормалізована таблиця:
| Співробітник   | Номер телефону      |
| -------------- | ------------------- |
| Іваненко І. І. | 283-56-82 390-57-34 |
| Петренко П. П. | 708-62-34           |

Таблиця, приведена до 1NF:
| Співробітник   | Номер телефону |
| -------------- | -------------- |
| Іваненко І. І. | 283-56-82      |
| Іваненко І. І. | 390-57-34      |
| Петренко П. П. | 708-62-34      |